# Ni korpungar små
Ni korpungar små, urspr. "I korpungar små", en psalmsång med fyra verser för söndagsskolan av Carolina Almqvist, som också komponerat melodin (Ess-dur, 3/4).

## Publicerad i
- Stockholms söndagsskolförenings sångbok 1882 som nr 56 under rubriken "Sånger af allmänt innehåll."
- Nya Pilgrimssånger 1892 som nr 13 under rubriken "Guds kärlek".
- Herde-Rösten 1892 som nr 444 under rubriken "Barnsånger:"
- Svensk söndagsskolsångbok 1908 som nr 7 under rubriken "Guds härlighet"
- Lilla Psalmisten 1909 som nr 215 under rubriken "Sånger vid särskilda tillfällen".
- Kyrklig sång 1928, som nr 168
- Svensk söndagsskolsångbok 1929 som nr 28 under rubriken "Guds kärlek och omsorg"
- Guds lov 1935 som nr 549 under rubriken "Barnsånger"
- Sions Sånger 1951 nr 84.